# 22250 Konstfrolov
22250 Konstfrolov è un asteroide della fascia principale. Scoperto nel 1978, presenta un'orbita caratterizzata da un semiasse maggiore pari a 2,5885075 au e da un'eccentricità di 0,2268019, inclinata di 4,74640° rispetto all'eclittica.
L'asteroide è dedicato allo scienziato sovietico Konstantin Vasil'evič Frolov.